# Kleinwohnungsfrage

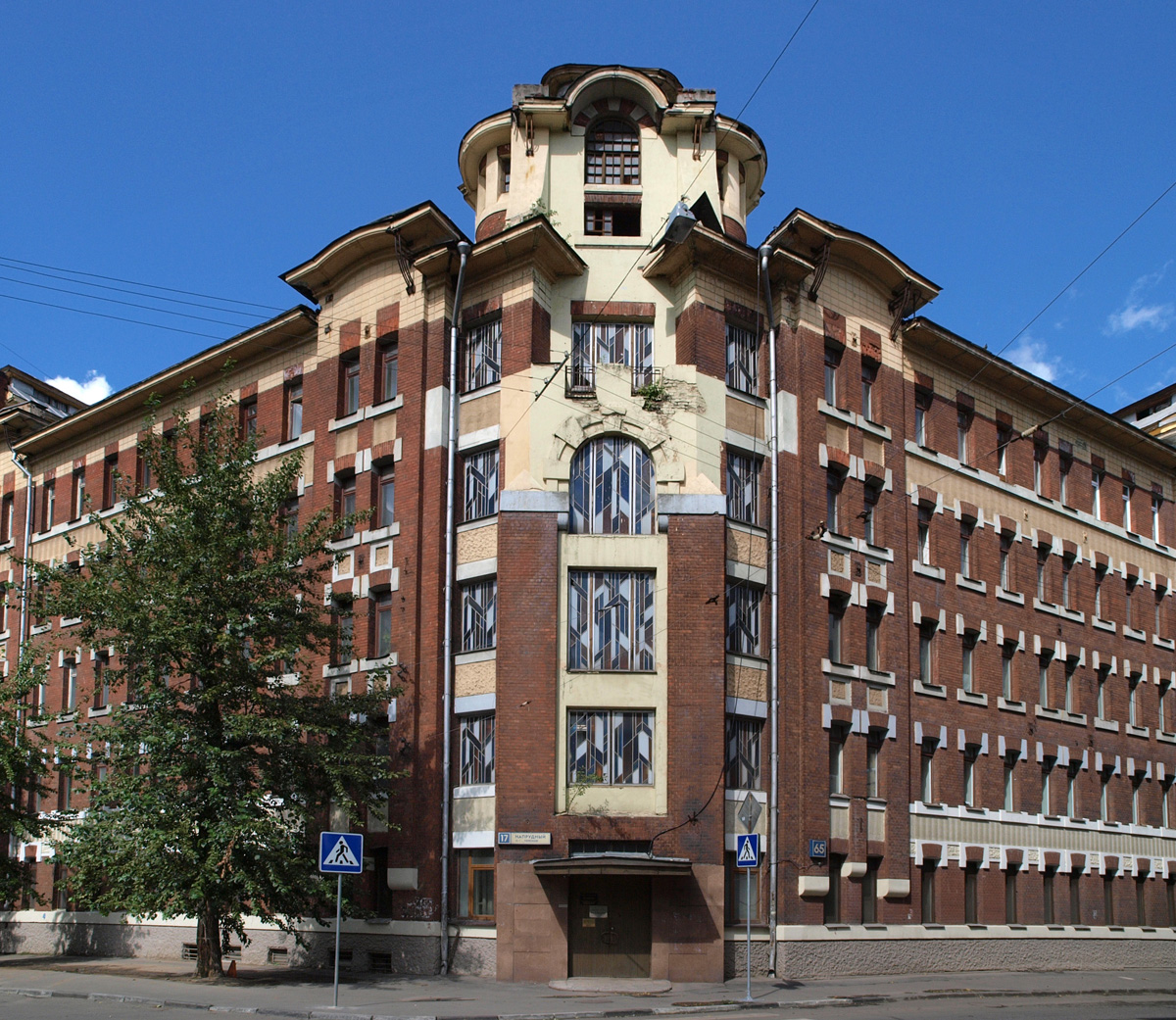
Wohnhaus von 1908 für alleinstehende Geringverdiener in Moskau

Der Begriff Kleinwohnungsfrage bezeichnete im deutschsprachigen Raum vom Ende des 19. Jahrhunderts bis zu Beginn des 20. Jahrhunderts das Problem fehlender bezahlbarer Wohnungen, besonders abgeschlossener Kleinwohnungen in Großstädten. Diese Zeit war durch hohe Arbeitslosigkeit und einen Mangel an bezahlbarem Wohnraum gekennzeichnet, der vor allem die armen bis mittleren Bevölkerungsschichten in den Städten betraf. Besonders Arbeiter- und Angestelltenfamilien als zahlenmäßig stärkste aber wirtschaftlich schwächere Gruppen waren stark betroffen, denn bezahlbare, von Allgemeinflächen des Hauses abgeschlossene Kleinwohnungen mit eigenem Badezimmer fehlten. Vielfach lebte die einfache Bevölkerung in sogenannten Mietskasernen mit als unhygienisch empfundenen gemeinschaftlichen Sanitäranlagen oder benutzte ein Volksbad bzw. Tröpferlbad (in Österreich).
Die Lösung der Kleinwohnungsfrage wurde in der Zeit der Weimarer Republik durch die Förderung des Wohnungsbaus zur öffentlichen Aufgabe. Ein Lösungsansatz war der soziale Wohnungsbau. Zunehmend wurden von der öffentlichen Hand Wohnungen mit einer eigenen Bademöglichkeit errichtet. Ziel war es, dringend benötigte Kleinwohnungen für die ärmeren Bevölkerungsschichten bereitzustellen.
Wegweisend war Walter Gropius, der während des Congrès International d’Architecture Moderne (CIAM) in Frankfurt 1929 und nachfolgend in Brüssel 1930 sein Konzept des Wohnhochhauses vorstellte.

„die großstadt muß sich positivieren, sie braucht den anreiz der eigenentwickelten, ihrem lebensorganismus entsprechenden besonderen wohnform, die ein relatives maximum an luft, sonne und pflanzenwuchs mit einem minimum an verkehrswegen und an bewirtschaftungsaufwand vereint.“

Neben den städtebaulichen und architektonischen Ausarbeitungen stellte Gropius auch gesellschaftspolitische Grundannahmen vor. Die Entlastung von der Hausarbeit sei die Voraussetzung für persönliche Selbstständigkeit, entsprechend müsse nach der Auflösung der Großfamilie der Staat bestimmte Funktionen übernehmen, indem er Kinderheime, Schulen, Altersheime und Krankenhäuser zentral organisiere.